# Ein starkes Team: Mordlust
Mordlust ist ein deutscher Fernsehfilm von Michael Steinke aus dem Jahr 1997. Es handelt sich um die 6. Folge der Krimiserie Ein starkes Team mit Maja Maranow und Florian Martens in den Hauptrollen.

## Handlung
Der Supermarktangestellte Seger ermordet reihenweise unter verschiedenen Decknamen aus purer Mordlust junge Prostituierte. Der Druck auf die Fahnder des SEK steigt mit jedem Mord, insbesondere seitens des neuen Vorgesetzten Lothar Reddemann. Und damit nicht genug: Verena ist im Umzugsstress und wird auch noch von einem bedrohlichen Stalker heimgesucht. Der Stalker, frisch aus der Haft entlassen, war aufgrund von Verenas Ermittlungen verurteilt worden und will jetzt Rache nehmen. Otto führt wieder einmal Ermittlungen auf eigene Faust. Er hat seiner Jugendliebe Sonja Hilfe versprochen. Ein Erpresser hat ein Video aus Stasi-Beständen im Besitz, das Sonja in kompromittierender Situation zeigt, und droht, das Band Sonjas eifersüchtigem Ehemann zu übergeben. Der Versuch, über von der Polizei beauftragte Prostituierte an den Serienmörder heranzukommen, scheitert. Aber schließlich finden die Ermittler in den Daten der bisherigen Morde ein Muster: Alle Opfer hatten erstmals in einer bestimmten Tageszeitung inseriert, hatten als Service auch „ohne Gummi“ angeboten und waren kurz nach ihrem ersten Inserat ermordet worden. Verena bietet sich jetzt selbst per Inserat in ebendieser Zeitung als Prostituierte an. Kurz nach Erscheinen der nächsten Ausgabe meldet sich ein Freier, der genau ins Muster passt und sich mit Verena in einem freistehenden Haus verabredet, dessen Besitzer gerade verreist sind. In letzter Minute erkennt Seger aber die Falle und bricht seinen Plan ab. Obwohl die Ermittler von dessen Schuld überzeugt sind, gibt es also wieder keinen Beweis. Als Seger noch in Untersuchungshaft sitzt, wird noch eine weitere Frau ermordet. Die Tote ist Ottos Freundin Sonja. Da Seger als Täter ausscheidet, kommt er auf freien Fuß. Die Ermittler wissen noch nicht, dass Sonja von einem Trittbrettfahrer ermordet worden ist. Ihr Ehemann, der auch selbst der unbekannte Erpresser war, wollte damit seine untreue Frau beseitigen. Der große Showdown findet dann an Verenas neuer Adresse in der Parkgarage statt. Dort lauern im Schutz der Dunkelheit sowohl der Stalker als auch der Segers auf sie.
Sputnik investiert in dieser Episode in den Ausbau einer ehemaligen Fabrik als Event-Location.

## Drehorte (Auswahl)
- Verenas neue Wohnung ist in der Goethestraße gegenüber von Haus Nummer 32
- Segers Wohnhaus ist im Ruthnerweg 26
- Sputniks Event-Location ist die Universal Hall, Gotzkowskystraße 22
- Der Treffpunkt des blonden Lockvogels ist das Hotel Plaza in der Knesebeckstraße 63
- Segers treffen mit Verena fand im Wohnhaus am Bundesring 4 statt

## Hintergrund
Mordlust wurde in Berlin und Umgebung gedreht. Es ist der erste Auftritt des Kriminalrats Lothar Reddemann (Arnfried Lerche), der die Nachfolge der vorherigen Leiterin Daniela Heitberg (Irm Hermann) antritt. Die Episode wurde am 20. September 1997 um 20:15 Uhr im ZDF erstausgestrahlt.

## Kritik
Für die Kritiker der Fernsehzeitschrift TV Spielfilm sei die sechste Episode Mordlust die so wörtlich „richtige Antwort auf den altmodischen ‚Tatort‘“. Sie werteten den Film mit dem Daumen nach oben.